# Coppa di Francia 2017-2018 (calcio femminile)
La Coupe de France féminine de football 2017-2018 è stata la 17ª edizione della Coppa di Francia riservata alle squadre femminili.
La finale si è disputata il 31 maggio 2018 allo Stadio della Meinau di Strasburgo ed è stata vinta dal Paris Saint-Germain contro l'Olympique Lione per 1-0. Il club parigino ha conquistato il trofeo per la seconda volta nella sua storia.

## Fase regionale
Si sono affrontate le squadre appartenenti ai campionati regionali.

## Fase federale

### Primo turno federale
Alle squadre qualificate nel turno precedente si sono aggiunti i 24 club appartenenti al campionato di Division 2.
Le gare si sono svolte tra il 9 dicembre e il 10 dicembre 2017.
| Squadra 1                 | Risultato       | Squadra 2                          |
| ------------------------- | --------------- | ---------------------------------- |
| Saint-Malo                | 4 - 1           | FC Lorient                         |
| AS Monaco                 | 0 - 5           | Saint-Étienne                      |
| EF Bastiaise              | 1 - 12          | Grenoble                           |
| OGC Nice                  | 1 - 0           | Nîmes                              |
| FCE Arlac                 | 3 - 1           | Montauban FC                       |
| Bergerac Foot             | 0 - 6           | Tolosa                             |
| ES Seizième               | 0 – 3           | CBOSL Football                     |
| US Orléans                | 1 - 7           | La Roche-sur-Yon                   |
| Baugé EA                  | 3 - 5           | Brest                              |
| SC Moulins-lès-Metz       | 0 - 5           | Stade Reims                        |
| HQ Harly-Quentin          | 1 - 4           | Metz ESAP                          |
| Saint-Memmie Olympique    | 0 - 6           | Vendenheim                         |
| ES Troyes AC              | 1 – 7           | Metz                               |
| FC Saint-Etienne          | 0 - 1           | CSFA Ambilly                       |
| CS Nivolas Vermelle       | 0 - 3           | Yzeure                             |
| FC Nivolet                | 0 – 3           | Digione                            |
| Le Havre                  | 1 - 0           | VGA Saint-Maur                     |
| ESM Gonfreville-l'Orcher  | 0 - 5           | Issy                               |
| Olympique Mérignies       | 0 - 3           | Arras                              |
| Foot Espoir 85            | 0 - 7           | Le Mans                            |
| FC Canton d’Oradour       | 1 - 8           | Aurillac Arpajon                   |
| CS Diana Liévin           | 1 - 11          | Rouen                              |
| US Saessolsheim           | 0 – 11          | Nancy                              |
| Limoges LF                | 1 - 4           | AS Portet Carrefour Récébédou      |
| FA Saint-Cyprien          | 1 - 1 (5-4 dtr) | Montpellier ASPTT                  |
| Monteux                   | 3 - 2           | FC Rousset Sainte-Victoire         |
| AS Muretaine              | 5 - 1           | La Clermontaise Football           |
| ESTC Poitiers             | 4 - 1           | Montigny                           |
| CPBB Rennes               | 3 - 0           | Quimper Cornouaille                |
| Sainte-Luce-sur-Loire US  | 2 - 0           | Ploërmel FC                        |
| Péronne CAFC              | 0 - 2           | Paris UCF                          |
| FC Pfastatt               | 0 - 1           | ASPV Strasburgo                    |
| AS Châtenoy-le-Royal      | 0 – 1           | AS La Sanne-Saint-Romain-de-Surieu |
| Chazay d’Azergues FC      | 1 - 4           | Clermont Foot                      |
| FC Chéran                 | 3 - 1           | US Saint-Vit                       |
| Caen AG                   | 2 - 0           | Amiens SC                          |
| FC Rueil-Malmaison        | 0 – 2           | RC Saint-Denis                     |
| FC Lillers                | 1 - 0           | Grand Calais FF                    |
| AS Mazères Uzos Rontignon | 2 - 1           | AS Sainte-Christie/Preignan        |
| Olympique d'Alès          | 0 – 3           | Olympique de Valence               |
| JS Langoat                | 0 – 12          | Orvault                            |
| Douai FF                  | 3 - 2           | AS Beauvais                        |
| Villeneuve d’Ascq FF      | 3 - 2           | FC Woippy                          |
| CA Paris                  | 1 - 0           | AS Mussig                          |
| US Créteil Lusitanos      | 1 – 2           | AS Saint-Nabord                    |
| FC Parisis                | 0 - 3           | Vaux le Pénil-La Rochette FC       |
| Rezé AEPR                 | 0 - 1           | Bourges 18                         |
| LB Châteauroux            | 1 – 4           | CS Changéenne                      |
| FC Lyon                   | 2 – 4           | Besançon RC                        |
| ES Montrondaise           | 3 - 2           | La Muroise Foot                    |
| Vannes OC                 | 0 - 5           | FC Bergot                          |
| Osny FC                   | 0 – 2           | AS Bruyères Foot                   |

### Secondo turno federale
Alle squadre qualificate nel turno precedente si sono aggiunti i 12 club appartenenti al campionato di Division 1.
Le gare si sono svolte il 7 gennaio 2018.
| Squadra 1                     | Risultato       | Squadra 2                          |
| ----------------------------- | --------------- | ---------------------------------- |
| Paris Saint-Germain           | 1 - 0           | Lilla                              |
| Fleury                        | 4 - 3           | Nancy                              |
| Aurillac Arpajon              | 0 - 5           | Rodez                              |
| AS Portet Carrefour Récébédou | 0 - 7           | Montpellier                        |
| AS Muretaine                  | 0 - 8           | ASPTT Albi                         |
| FCE Arlac                     | 0 – 9           | Guingamp                           |
| AS Mazères Uzos Rontignon     | 0 – 8           | Soyaux                             |
| Sainte-Luce-sur-Loire US      | 1 - 7           | Bordeaux                           |
| Caen AG                       | 0 - 6           | Olympique Marsiglia                |
| Besançon RC                   | 0 – 20          | Olympique Lione                    |
| CA Paris                      | 0 - 10          | Paris FC                           |
| La Roche-sur-Yon              | 0 - 0 (4-3 dtr) | Saint-Malo                         |
| Arras                         | 1 - 1 (4-3 dtr) | Metz ESAP                          |
| Digione                       | 0 - 2           | Grenoble                           |
| Vendenheim                    | 1 – 2           | Yzeure                             |
| Clermont Foot 38              | 1 - 6           | Saint-Étienne                      |
| Le Havre                      | 3 – 1           | Rouen                              |
| OGC Nice                      | 0 - 1           | Tolosa                             |
| Orvault                       | 0 - 0 (2-4 dtr) | Le Mans                            |
| CS Changéenne                 | 0 - 5           | Brest                              |
| ASPV Strasburgo               | 1 - 0           | CSFA Ambilly                       |
| Bourges 18                    | 0 – 3           | Stade Reims                        |
| AS Saint- Nabord              | 0 - 8           | Metz                               |
| FC Bergot                     | 0 - 4           | CBOSL Football                     |
| Douai FF                      | 1 - 5           | Issy                               |
| FA Saint-Cyprien              | 2 - 3           | Olympique de Valence               |
| ESTC Poitiers                 | 1 – 1 (4-5 dtr) | CPBB Rennes                        |
| RC Saint-Denis                | 1 - 0           | Vaux le Pénil-La Rochette FC       |
| Paris UCF                     | 2 – 0           | AS La Sanne-Saint-Romain-de-Surieu |
| ES Montrondaise               | 2 - 4           | Monteux                            |
| Villeneuve d’Ascq FF          | 1 - 0           | FC Lillers                         |
| AS Bruyères Foot              | 1 - 4           | FC Chéran                          |

### Sedicesimi di finale
Le gare si sono svolte tra il 27 gennaio e il 28 gennaio 2018.
| Squadra 1            | Risultato | Squadra 2           |
| -------------------- | --------- | ------------------- |
| Olympique de Valence | 2 – 3     | Saint-Étienne       |
| Montpellier          | 2 – 0     | ASPTT Albi          |
| Monteux              | 0 – 1     | Tolosa              |
| Grenoble             | 1 – 3     | Rodez               |
| Guingamp             | 4 – 0     | CBOSL Football      |
| Saint-Denis          | 0 – 5     | Soyaux              |
| CPBB Rennes          | 1 – 4     | Brest               |
| La Roche-sur-Yon     | 1 – 0     | Bordeaux            |
| Villeneuve d'Ascq    | 1 – 4     | Stade Reims         |
| Paris FC             | 0 – 2     | Paris Saint-Germain |
| Le Havre             | 5 – 0     | Issy                |
| Arras                | 3 – 2     | Le Mans             |
| ASPV Strasburgo      | 1 – 0     | Chéran              |
| Olympique Lione      | 10 – 0    | Yzeure              |
| Olympique Marsiglia  | 2 – 0     | Fleury              |
| Paris UCF            | 1 – 8     | Metz                |

### Ottavi di finale
Le gare si sono svolte tra l'11 febbraio e il 25 marzo 2018.
| Squadra 1           | Risultato       | Squadra 2       |
| ------------------- | --------------- | --------------- |
| Le Havre            | 4 – 0           | ASPV Strasburgo |
| Stade Reims         | 1 – 1 (6-7 dtr) | Arras           |
| Olympique Lione     | 11 – 0          | Tolosa          |
| Olympique Marsiglia | 1 – 1 (4-5 dtr) | Montpellier     |
| Paris Saint-Germain | 5 – 1           | Rodez           |
| Guingamp            | 0 – 3           | Brest           |
| Saint-Étienne       | 1 – 1 (4-2 dtr) | Metz            |
| La Roche-sur-Yon    | 1 – 4           | Soyaux          |

### Quarti di finale
Le gare si sono svolte tra il 14 aprile e il 15 aprile 2018.
| Squadra 1     | Risultato | Squadra 2           |
| ------------- | --------- | ------------------- |
| Arras         | 0 – 11    | Olympique Lione     |
| Brest         | 0 – 4     | Montpellier         |
| Saint-Étienne | 0 – 3     | Paris Saint-Germain |
| Le Havre      | 0 – 4     | Soyaux              |

### Semifinali
Le gare si sono svolte il 7 maggio 2018.
| Squadra 1       | Risultato | Squadra 2           |
| --------------- | --------- | ------------------- |
| Olympique Lione | 4 – 0     | Montpellier         |
| Soyaux          | 0 – 3     | Paris Saint-Germain |

### Finale
| Arbitro: | Florence Guillemin |

|  |           |            |
|  | Marcatori | 16’ Katoto |

#### Formazioni
| P              | 1  | Pauline Peyraud-Magnin |  |         |
| D              | 3  | Wendie Renard          |  |         |
| D              | 4  | Selma Bacha            |  | 23’     |
| D              | 21 | Kadeisha Buchanan      |  |         |
| D              | 22 | Lucy Bronze            |  |         |
| C              | 5  | Saki Kumagai           |  | 46’     |
| C              | 6  | Amandine Henry         |  | 41’     |
| C              | 10 | Dzsenifer Marozsán     |  |         |
| A              | 7  | Amel Majri             |  | 82’     |
| A              | 9  | Eugénie Le Sommer      |  | 40’     |
| A              | 14 | Ada Hegerberg          |  |         |
| Remplacements: |    |                        |  |         |
| P              | 30 | Romane Bruneau         |  |         |
| D              | 17 | Corine Petit           |  |         |
| D              | 29 | Griedge Mbock          |  | 82’     |
| C              | 11 | Kheira Hamraoui        |  |         |
| C              | 23 | Camille Abily          |  |         |
| A              | 19 | Shanice van de Sanden  |  | 23’ 52’ |
| A              | 20 | Delphine Cascarino     |  | 46’     |
| Allenatore:    |    |                        |  |         |
| Reynald Pedros |    |                        |  |         |

| P              | 16 | Christiane Endler       |  | 81’ |
| D              | 8  | Érika                   |  |     |
| D              | 12 | Ashley Lawrence         |  |     |
| D              | 14 | Irene Paredes           |  |     |
| D              | 17 | Ève Périsset            |  |     |
| C              | 7  | Aminata Diallo          |  |     |
| C              | 9  | Marie-Antoinette Katoto |  | 86’ |
| C              | 11 | Kadidiatou Diani        |  | 90’ |
| C              | 24 | Formiga                 |  | 77’ |
| C              | 26 | Grace Geyoro            |  |     |
| A              | 18 | Marie-Laure Delie       |  | 29’ |
| Remplacements: |    |                         |  |     |
| P              | 1  | Katarzyna Kiedrzynek    |  |     |
| D              | 3  | Laure Boulleau          |  |     |
| D              | 4  | Paulina Dudek           |  |     |
| C              | 6  | Andrine Hegerberg       |  |     |
| C              | 13 | Sandy Baltimore         |  | 86’ |
| C              | 19 | Lina Boussaha           |  |     |
| A              | 10 | Jennifer Hermoso        |  | 77’ |
| Allenatore:    |    |                         |  |     |
| Bernard Mendy  |    |                         |  |     |